# پول از خانه
پول از خانه (انگلیسی: Money from Home) فیلمی در ژانر کمدی به کارگردانی جورج مارشال و جرج مارشال است که در سال ۱۹۵۳ منتشر شد.

## داستان
هرمن که پول خود را در شرط‌بندی باخته و الان تحت تعقیب است باید پسر عموی خودرا گول بزند.

## بازیگران
- دین مارتین در نقش هرمن
- جری لوئیس
- پت کراولی
- رابرت استاروس
- ریچارد هایدن
- مارا کوردی
- سم هریس
- شلدون لنرد
- جک کروشن
- باک یانگ
- جرالد مهر
- ریچارد ریوز